# James Israel
James Adolf Israel (ur. 2 lutego 1848 w Berlinie, zm. 2 lutego 1926 tamże) – niemiecki chirurg.

## Życiorys
W 1870 roku otrzymał tytuł doktora nauk medycznych na Uniwersytecie Fryderyka Wilhelma w Berlinie. Studiował u Bernharda von Langenbecka i Ludwiga Traubego. Następnie kontynuował naukę w Wiedniu, gdzie w 1872 roku został asystentem w Szpitalu Żydowskim. Podczas wojny francusko-pruskiej był lekarzem wojskowym. W 1875 roku został lekarzem w Szpitalu Żydowskim w Berlinie. W 1894 roku został profesorem.
Israel był pionierem na polu chirurgii układu moczowego i nerek. Opublikował ponad 170 prac naukowych, z których większość dotyczyła urologii. Dokonał też istotnego wkładu w chirurgię plastyczną. Jako jeden z pierwszych stosował proponowane przez Listera metody antyseptyki. Był współzałożycielem czasopisma "Folia Urologica". Zaprojektował Lazarettzug, rodzaj konnej karetki. Max Liebermann namalował portret chirurga w 1917 roku.

## Wybrane prace
- Fünf Fälle von diffuser Nephritis. Diss med. Berlin 1870
- Angiectasie im Stromgebiete der A. tibialis antica. Beobachtung einiger bemerkenswerther Phaenomene nach Unterbindung der A. femoralis. Arch Klin Chir 21 (1877) 109
- Klinische Beiträge zur Kenntnis der Aktinomykose des Menschen. Berlin 1885
- Chirurgische Klinik der Nierenkrankheiten. Berlin 1901
- Die Chirurgie der Niere und des Harnleiters. 1926